# Estudio de nalgas
Estudio de nalgas es un cuadro creado por el pintor suizo Félix Vallotton hacia 1884. Este óleo sobre lienzo representa en atrevido primer plano las nalgas de una mujer desnuda. Se mantiene dentro de una colección privada.

## Análisis
El joven Vallotton pinta con exacto realismo todos los accidentes de la epidermis (celulitis, pliegues, rojeces) de una mujer que apoya la mano izquierda en la cadera. Frente al canon academicista idealizado, los pintores realistas e impresionistas, los jóvenes vanguardistas, preferían plasmar con naturalidad la belleza de las mujeres contemporáneas. Esta pintura «pertenece al ejercicio de taller mediante la aplicación del renderizado, al tiempo que delata la jocosidad de los estudiantes en la elección del encuadre, lo que lo convierte, mutatis mutandis, en una especie de reverso del famoso cuadro de Courbet El origen del mundo (1866, Museo de Orsay). En París, cuando se expuso mucho más tarde en la galería de Alfred Vallotton, sobrino del pintor, este dorso interesó a Sacha Guitry».